# Magome
Magome (馬籠) est un quartier de l'arrondissement de Ōta à Tokyo.

## Endroits touristiques
C'est le quartier des écrivains (maison de Mishima Yukio au sud du quartier Minami-Magome) et des artistes (Maison de Kawabata le peintre).
Des visites sont possibles : il existe une carte à la sortie de la station de métro Nishi-Magome, une signalisation de la ville devant les lieux importants et des maisons d'artiste ont été aménagées en musée.
Accès possible au temple de Honmonji de la secte Nichiren, l'un des plus anciens monuments de Tokyo.

## Accès
Plusieurs stations de métro sur la ligne Asakusa de la compagnie de métro Toei, terminus à Nishi-Magome (Magome ouest).